# آبراهام هینکلمان

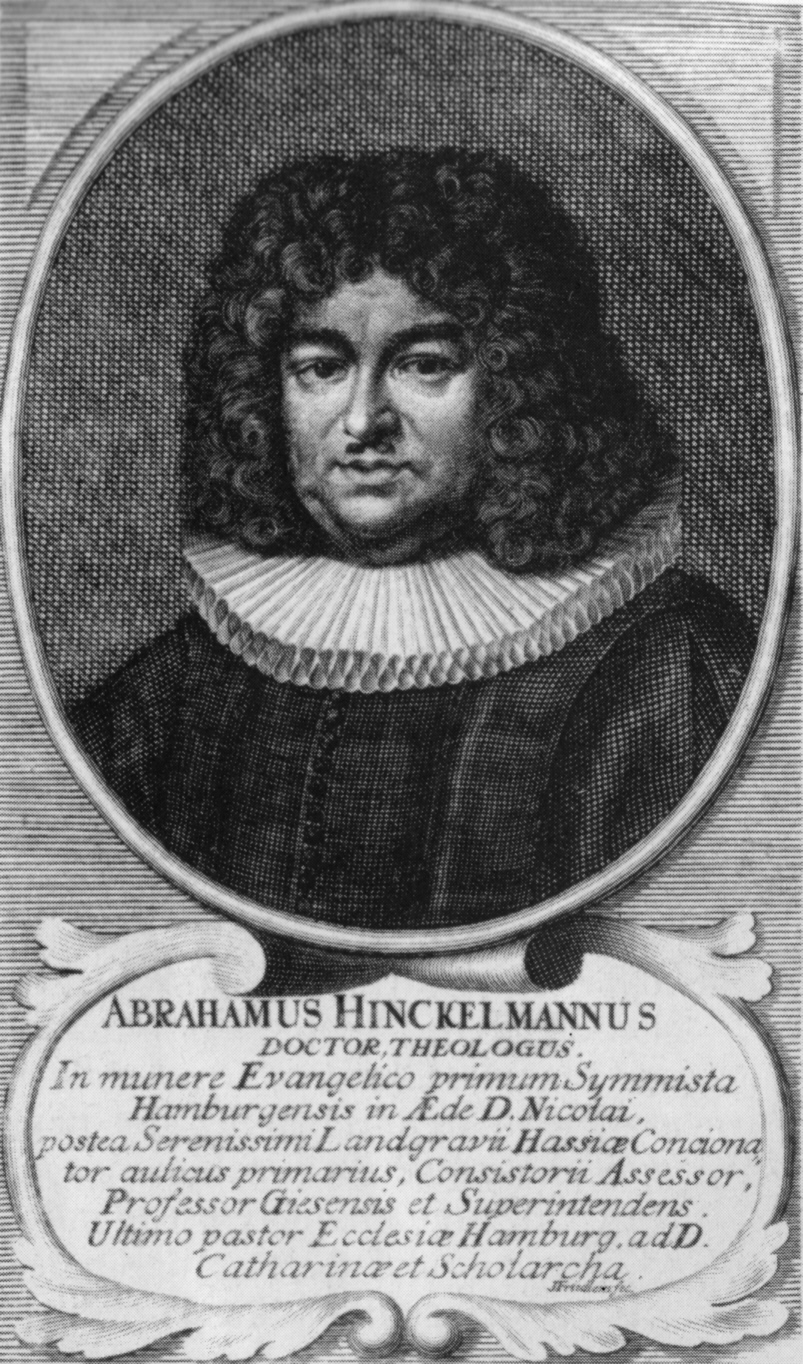
آبراهام هینکلمان

آبراهام هینکلمان، الهیدانان پروتستان مسیحی، یک اسلام‌شناس آلمانی تبار بود که برای اولین بار نسخه کاملی از قرآن را در هامبورگ آلمان چاپ کرد.
پس از او کشیش دیگری به نام لودویکو ماراچی از «انجمن راهبان راه الهی» نسخه بهتری از آن را به چاپ رساند.